# Balonmano en los Juegos Centroamericanos
El balonmano es un evento de los Juegos Centroamericanos desde 2001 en la Ciudad de Guatemala, Guatemala. Además de coronar a los campeones de balonmano de los Juegos Centroamericanos, el torneo también sirve como clasificatorio para los Juegos Centroamericanos y del Caribe.

## Torneo masculino
| Año           | Sede        | Oro       | Plata       | Bronce     |
| ------------- | ----------- | --------- | ----------- | ---------- |
| 2001 Detalles | Guatemala   | Guatemala | Honduras    | Costa Rica |
| 2010 Detalles | Panamá      | Honduras  | El Salvador | Nicaragua  |
| 2013 Detalles | San José    | Nicaragua | Guatemala   | Costa Rica |
| 2017 Detalles | Managua     | Guatemala | Costa Rica  | Honduras   |
| 2022 Detalles | Santa Tecla |           |             |            |

## Torneo femenino
| Año           | Sede        | Oro         | Plata      | Bronce    |
| ------------- | ----------- | ----------- | ---------- | --------- |
| 2001          | Guatemala   | Guatemala   | Costa Rica | Honduras  |
| 2010          | Panamá      | El Salvador | Costa Rica | Honduras  |
| 2013 Detalles | San José    | Costa Rica  | Guatemala  | Nicaragua |
| 2017 Detalles | Managua     | Guatemala   | Costa Rica | Nicaragua |
| 2022 Detalles | Santa Tecla |             |            |           |